# 魏滕多夫
魏滕多夫是德国梅克伦堡-前波美拉尼亚州的一个市镇。总面积41.94平方公里，总人口422人，其中男性236人，女性186人（2011年12月31日），人口密度10人/平方公里。